# Gendün Chöphel

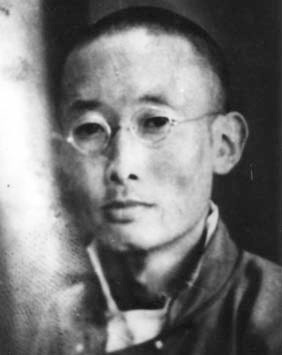
Gendun Chophel

Amdo Gendün Chöphel (Tibetano དགེ་འདུན་ཆོས་འཕེལ, Repkong, Amdo, 1903-Lhasa, 1951) fue un escritor e intelectual tibetano. 

## Biografía
Nació en 1903 en Repkong, Amdo, en 1903. Considerado uno de los más importantes intelectuales tibetanos del siglo xx, inspiró la película de Luc Schaedler The Angry Monk: Reflections on Tibet. Falleció en 1951.